# Newton C. Blanchard
Newton C. Blanchard (Rapides megye, 1849. január 29. – Shreveport, 1922. június 22.) az Amerikai Egyesült Államok szenátora (Louisiana, 1894–1897).